# Municipio de Mineral (Kansas)
El municipio de Mineral (en inglés: Mineral Township) es un municipio ubicado en el condado de Cherokee en el estado estadounidense de Kansas. En el año 2010 tenía una población de 216 habitantes y una densidad poblacional de 2,72 personas por km².

## Geografía
El municipio de Mineral se encuentra ubicado en las coordenadas 37°15′33″N 94°47′26″O / 37.25917, -94.79056. Según la Oficina del Censo de los Estados Unidos, el municipio tiene una superficie total de 79.37 km², de la cual 79,33 km² corresponden a tierra firme y (0,06 %) 0,05 km² es agua.

## Demografía
Según el censo de 2010, había 216 personas residiendo en el municipio de Mineral. La densidad de población era de 2,72 hab./km². De los 216 habitantes, el municipio de Mineral estaba compuesto por el 93,06 % blancos, el 2,78 % eran afroamericanos, el 2,31 % eran amerindios y el 1,85 % eran de una mezcla de razas. Del total de la población el 0,46 % eran hispanos o latinos de cualquier raza.